# Johann Leonhard Fischer

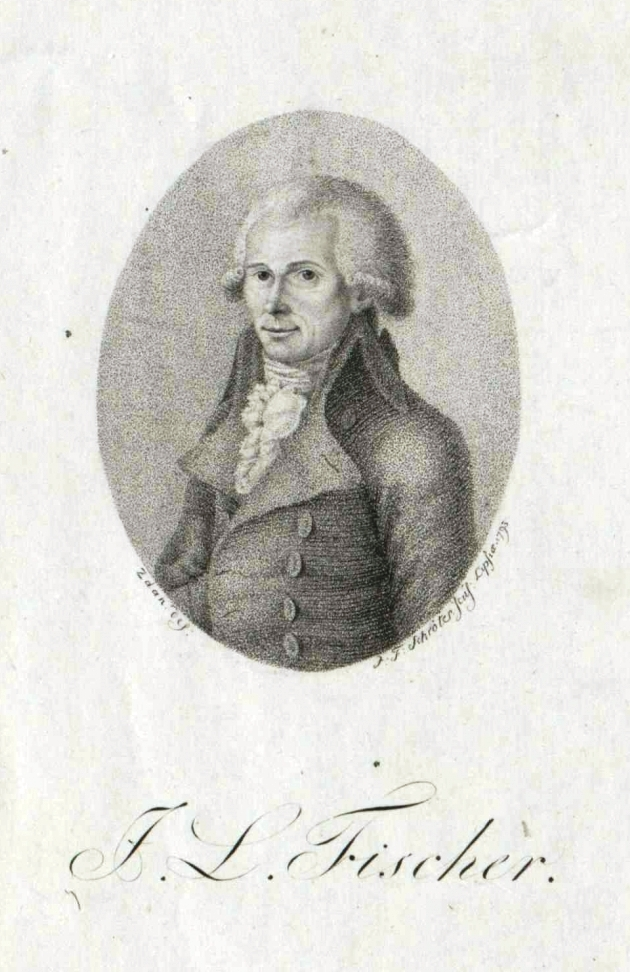
Johann Leonhard Fischer, Stich von J. F. Schröter (1795)

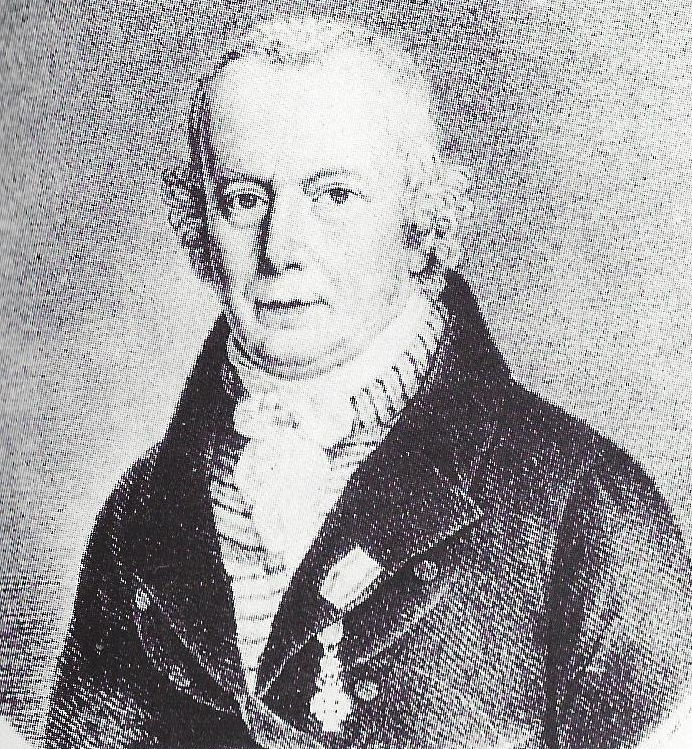
Johann Leonhard Fischer

Johann Leonhard Fischer (* 19. Mai 1760 in Kulmbach; † 8. März 1833 in Kiel) war ein deutscher Anatom, Chirurg und Hochschullehrer in Leipzig und Kiel.

## Leben
Fischer studierte Medizin an der Universität Leipzig. 1785 promovierte er zum Dr. phil. 1786 wurde er Prosektor am Anatomischen Institut. Er erhielt 1789 eine a.o. Professur und wurde im selben Jahr zum Dr. med. promoviert. 1793 folgte er dem Ruf der Christian-Albrechts-Universität Kiel als Professor der „Zergliederungs- und Wundarzneywissenschaft“ auf den Lehrstuhl für Chirurgie und Anatomie. 1802 wurde er zum Archiater im Rang eines Justizrats und zum Direktor des Friedrichshospitals in der Flämischen Straße ernannt. Im Jahr 1810 wurde er Etatsrat und wurde 1811 Ritter des Danebrogordens.
Er befasste sich mit Wurmerkrankungen und pflegte in seinem Privathaus in der Kieler Vorstadt ein Naturalienkabinett.
Nachdem er 1832 emeritiert worden war, folgte ihm Christian Gottlieb Deckmann auf den Lehrstuhl.

## Habilitanden
Bei Johann Leonhard Fischer habilitierten sich für Chirurgie:
1. Christian Friedrich Hargens (Augenheilkunde und Chirurgie)
2. Johan Christian Ryge[6]

## Werke
- Werneri vermium intestinalium brevis. Leipzig 1786–1788
- Observationes de oestro ovino atqve bovino factae. 1787. (books.google.de)
- Ueber die Finnen im Schweinefleisch. Deutsches gemeinnütziges Magazin, Jg. 1, 1788, 3. Quartal
- Anweisung zur praktischen Zergliederungskunst. Nach Anleitung des Thomas Pole. 1791. (books.google.de)
- mit Thomas Pole: Anweisung zur praktischen Zergliederung, mit 13 Kupferplatten. 1791. (books.google.de)
- Descriptio Anatomica Nervorum Lumbalium, Sacralium et Extremitatum inferiorum. Leipzig 1791[7]
- Anweisung zur praktischen Zergliederung. Die Zubereitung der Sinnwerkzeuge und der Eingeweide, mit 6 Kupferplatten. 1793 (books.google.de)

## Ehrungen und Mitgliedschaften
- Leipziger Ökonomische Sozietät
- Kaiserliche Freie Ökonomische Gesellschaft zu Sankt Petersburg
- Naturforschende Gesellschaft zu Jena[8]